# Körmend
Körmend là một thành phố thuộc hạt Vas, Hungary. Thành phố này có diện tích 52,79 km², dân số năm 2010 là 11924 người, mật độ 226 người/km².